# Granbacktjärnarna (Tåsjö socken, Ångermanland, 714904-147951)
Granbacktjärnarna är en sjö i Strömsunds kommun i Ångermanland och ingår i Ångermanälvens huvudavrinningsområde.